# Ali Hassan Mwinyi
Ali Hassan Mwinyi (Kivure, 8 de maio de 1925 – Dar es Salaam, 29 de fevereiro de 2024) foi um político tanzaniano. Foi o segundo presidente da Tanzânia de 1985 até 1995. Também foi vice-presidente da Tanzânia de 1984 até 1985 e presidente do partido no poder Chama Cha Mapinduzi (CCM) de 1990 até 1996.
Quando estava na presidência da Tanzânia, Mwinyi deu os primeiros passos no intuito de reverter as políticas socialistas de Julius Nyerere. Abriu mais a economia da Tanzânia à importação e apoiou a inciativa privada. Os doadores estrangeiros, em seu segundo mandato, fizeram pressões para que a política multipartidária fosse implantada na Tanzânia. Conhecido como Mzee Rukhsa ("Tudo vai"), Mwinyi agilizou a liberalização da economia, dos costumes, das crenças e dos valores. Defendeu a ideia de que a Tanzânia, como país livre, deveria valorizar a liberdade individual de crenças. Como por exemplo, podemos citar sua ação contra fanáticos que queimaram açougues de carne de porco; ao mesmo tempo, afirmava que comer carne de porco era contra sua crença.
A Tanzânia começou a liberalização de sua economia e seu crescimento econômico durante a administração de Mwinyi. Aconteceu, então, uma transição do Socialismo para o Capitalismo de forma gradual.
Mwinyi se casou com Siti Mwinyi em 1960 e tem seis filhos e seis filhas. Na aposentadoria, Mwinyi se afastou da vida política e continua a viver em Dar es Salaam

## Morte
Mwinyi morreu de câncer de pulmão em um hospital em Dar es Salaam, em 29 de fevereiro de 2024, aos 98 anos.